# Turbine (cacciatorpediniere 1927)
Il Turbine è stato un cacciatorpediniere della Regia Marina, penultima ed eponima unità della classe Tùrbine

## Storia
Costruito dai cantieri Odero entrò in servizio il 27 agosto 1927, e durante le prove in mare raggiunse la notevole velocità, per l'epoca, di 39,5 nodi. Dal 1929 al 1932 prese parte ad alcune crociere nel Mar Mediterraneo.
Nel 1932 fu tra le prime unità della Regia Marina a ricevere una centralina di tiro di tipo «Galileo-Bergamini», progettata dall'allora capitano di vascello Carlo Bergamini. Nel 1934 fu temporaneamente dislocato in Mar Rosso, unitamente al gemello Nembo.
Prese parte alla guerra civile spagnola a contrasto del contrabbando di rifornimenti per le truppe spagnole repubblicane: nell'ambito di tali operazioni, il 30 agosto 1937, silurò e affondò al largo di Tizgirt (costa algerina), con il concorso anche del gemello Ostro, il piroscafo sovietico Tymiryazev (3226 tsl), in navigazione da Cardiff a Porto Said. Una scialuppa con superstiti del mercantile venne rimorchiata a Dellys (Algeria) da unità algerine. Tra il 1939 e il 1940 il Turbine venne sottoposto a lavori di modifica a seguito dei quali vennero rimossi i due pezzi contraerei da 40/39 mm e furono invece imbarcate otto mitragliere Breda da 20/65 mm e due tramogge per bombe di profondità.
All'ingresso dell'Italia nella seconda guerra mondiale componeva, insieme con i gemelli Euro, Nembo e Aquilone, la I Squadriglia Cacciatorpediniere basata a Tobruk.
Il 19 giugno il Turbine probabilmente affondò con bombe di profondità, in posizione 32°30' N e 24°00' E (circa 25 miglia a nord di Tobruk), il sommergibile britannico Orpheus; non vi furono sopravvissuti dell'unità britannica.
Nella notte tra il 16 e il 17 settembre 1940 il Turbine si trovava ormeggiato accanto al gemello Aquilone al Molo Principale del porto di Bengasi, quando tale sorgitore fu oggetto di un bombardamento da parte di nove velivoli dell'815° Squadron lanciati dalla portaerei Illustrious: in tale attacco vennero affondati il cacciatorpediniere Borea e i piroscafi Maria Eugenia e Gloriastella. Alcune altre unità rimasero danneggiate e tra di esse, in maniera non grave, lo stesso Turbine: il cacciatorpediniere venne colpito in corrispondenza della torretta telemetrica poppiera da due grosse schegge proiettate dalle esplosioni in corso sul Maria Eugenia; il risultato fu la messa fuori uso delle apparecchiature di direzione del tiro di poppa e il ferimento di 6 uomini. L'indomani Turbine e Aquilone ricevettero ordine di trasferirsi a Tripoli e salparono alle 20:15 diretti a tale base, ma mezz'ora dopo l'Aquilone urtò due mine e incominciò ad affondare. Inizialmente non si comprese che cosa avesse provocato le esplosioni e, temendo un altro attacco dal cielo, il Turbine accelerò e incominciò a zigzagare, per poi cercare di contattare l'unità gemella, dalla quale non giunse risposta; prima che il Turbine potesse invertire la rotta, gli fu ordinato di proseguire per Tripoli per evitare che urtasse a sua volta qualche ordigno (mezzi partiti da Bengasi recuperarono tutto l'equipaggio dell'Aquilone con l'eccezione di 13 uomini).
Dall'8 al 10 febbraio 1941 il Turbine scortò, insieme con le torpediniere Orsa, Cantore e Missori, il primo convoglio con truppe del Deutsches Afrikakorps (piroscafi Ankara, Alicante, Arcturus), che dovette temporaneamente sostare a Palermo per non imbattersi nella Forza H britannica; le navi furono anche attaccate da aerei il 14, mentre rientravano dalla Libia, ma non subirono danni.
Il 21 febbraio stava scortando – insieme con i cacciatorpediniere Freccia e Saetta – un convoglio composto dai trasporti Heraklea, Maritza e Menes, in rotta Napoli-Tripoli, quando il sommergibile britannico Regent silurò il Menes (poi rimorchiato dal Saetta).
Dall'8 al 12 marzo scortò – insieme con i cacciatorpediniere Fulmine e Baleno – un convoglio composto dai trasporti Alicante, Arcturus, Rialto e Wachtfels, in rotta Napoli-Tripoli.
Dal 2 al 5 aprile scortò da Napoli a Tripoli, insieme con il cacciatorpediniere Saetta e la torpediniera Orsa, un convoglio composto dai trasporti Alicante, Tembien, Maritza, Procida e Santa Fe.
Dal 21 al 24 aprile scortò (insieme con i cacciatorpediniere Strale, Saetta e Folgore) un convoglio formato dai trasporti Giulia, Castellon, Arcturus e Leverkusen sulla rotta Napoli-Tripoli.
Il 16 maggio lasciò Napoli per scortare, insieme con i cacciatorpediniere Strale, Euro, Fulmine e Folgore, un convoglio formato dai piroscafi Preussen, Sparta, Capo Orso, Motia e Castelverde e la nave cisterna Panuco (cui si aggregò poi la nave cisterna Superga): le navi arrivarono in porto il 21, nonostante una collisione tra il Preussen e la Panuco e un infruttuoso attacco del sommergibile HMS Urge al Capo Orso e alla Superga.
Il 20 novembre salpò da Napoli per scortare in Libia, insieme con la torpediniera Perseo, il convoglio «C» (motonavi Napoli e Vettor Pisani), ma alle 00:23 del 21 novembre lasciò il convoglio e fu inviato a fornire assistenza all'incrociatore leggero Duca degli Abruzzi, gravemente danneggiato da un aerosilurante; dopo aver scortato – unitamente all'incrociatore leggero Garibaldi e ad altri 7 cacciatorpediniere – la nave a Messina, proseguì per Reggio Calabria insieme con i cacciatorpediniere Corazziere e Carabiniere.
L'11 dicembre imbarcò ad Argostoli i superstiti civili della motonave Calitea, recuperati dal cacciatorpediniere Freccia dopo il siluramento del mercantile.
Il 13 dicembre scortò insieme con il cacciatorpediniere Strale, nell'ambito dell'operazione di rifornimento «M 41», i piroscafi Iseo e Capo Orso da Argostoli per Bengasi; tuttavia, in seguito al siluramento della corazzata Vittorio Veneto (che ebbe seri danni) e delle motonavi Fabio Filzi e Carlo Del Greco (che vennero affondate) l'operazione fu annullata e i due mercantili, rientrando in porto, entrarono in collisione ed ebbero gravi danni.
Tra il 3 e il 5 agosto 1942 scortò un convoglio composto dalle motonavi Ankara, Nino Bixio e Sestriere (con destinazione Tobruk per la prima e Bengasi per le altre due; il carico era costituito da 92 carri armati, 340 automezzi, 3 locomotive, una gru, 292 militari, 4.381 t di combustibili e olii lubrificanti, 5.256 t di altri rifornimenti), insieme con i cacciatorpediniere Corsaro, Legionario, Folgore, Grecale e Saetta, nonché le torpediniere Partenope e Calliope; le navi giunsero a destinazione nonostante numerosi attacchi aerei; in quell'occasione si verificò peraltro il primo attacco condotto da velivoli statunitensi contro unità italiane (si trattò di un attacco di bombardieri Consolidated B-24 Liberator).
Nel corso del 1942 il Turbine fu sottoposto a lavori di rimodernamento che comportarono l'eliminazione di tre tubi lanciasiluri, al cui posto vennero installate due mitragliere Breda 37/54 mm. Furono inoltre imbarcati due lanciabombe di profondità. Nell'ultima fase della guerra fu impiegato in Egeo.

### Servizio nella Kriegsmarine
Alla proclamazione dell'armistizio il Turbine si trovava al Pireo. L'equipaggio inizialmente esultò alla notizia, pensando che la nave sarebbe tornata in patria; mentre gli equipaggi di due rimorchiatori si presentavano a bordo chiedendo di poter tornare in Italia con il Turbine, venne dato ordine di mettere le caldaie in pressione. Alle nove di sera il comandante del cacciatorpediniere, temporaneamente assente per impegni a terra, tornò a bordo della nave, mentre all'iniziale giubilo si sostituiva la preoccupazione: i collegamenti tra il Turbine e le altre navi erano venuti a mancare, e l'equipaggio venne mandato ai posti di combattimento, mentre la nave si posizionava nel canale d'accesso al porto. Qualche minuto dopo la mezzanotte il comandante del posamine tedesco Drache si recò a bordo del Turbine e spiegò che il cacciatorpediniere italiano era sotto il tiro delle batterie costiere tedesche da 150 mm, che avrebbero aperto il fuoco se l'unità avesse tentato di uscire; inoltre il Drache aveva appena posato un nuovo campo minato fuori del porto. Inoltre, se anche il cacciatorpediniere fosse riuscito ad allontanarsi indenne, con il sorgere del sole sarebbe stato attaccato dai velivoli della Luftwaffe di stanza ad Atene. All'alba, constatata la veridicità di tale fatto, l'equipaggio si preparò ad autoaffondare la nave, mentre il comandante si recava a terra; alle dieci del mattino fu ricevuto l'ordine di spegnere le caldaie, mentre alle 11:20 il comandante tornò a bordo del Turbine e spiegò che il comando delle truppe italiane in Grecia aveva ordinato di consegnare la nave intatta alla Kriegsmarine. Il 9 settembre 1943 la nave venne così consegnata integra dal proprio equipaggio alle truppe tedesche; alcuni membri dell'equipaggio optarono per restare a bordo e continuare a combattere con i tedeschi, mentre la maggior parte del personale, dopo essere sbarcato su promessa di un sicuro ritorno in Italia, venne mandato nei campi di prigionia in Germania e Polonia.
Incorporato nella Kriegsmarine, il Turbine assunse la nuova denominazione TA 14. Dopo lavori in seguito ai quali furono imbarcate altre mitragliere da 20 mm, la nave venne assegnata alla 9ª Flottiglia Torpediniere e prese parte all'occupazione di Rodi a fine 1943, per poi essere impiegata in Egeo con compiti di scorta.
Il 1º febbraio 1944 fu colpito con razzi e danneggiato da aerei britannici. Riparato a Salamina, riprese brevemente il servizio di scorta. Il 19 giugno, mentre si trovava a Portolago (Lero), fu nuovamente danneggiato, a prua, da cariche esplosive piazzate da incursori inglesi. Il 16 settembre 1944, mentre si trovava a Salamina per le riparazioni, fu colpito da bombe e affondato nel corso di un bombardamento aereo statunitense.
All'attivo del Turbine, nella lunga guerra dei convogli 1940-1943, è da registrare, oltre all'affondamento dell’Orpheus, l'abbattimento di cinque aerosiluranti avversari.

### Comandanti
- Capitano di fregata Ruggero Ruggeri (nato a Guarda Veneta il 6 marzo 1899) (10 giugno - 13 luglio 1940)
- Capitano di fregata Roberto Caruel (nato a Spezia il 3 agosto 1899) (14 luglio - 13 ottobre 1940)
- Capitano di corvetta Aldo Naccari (nato a Venezia il 22 settembre 1902) (14 ottobre 1940 - gennaio 1941)
- Capitano di corvetta Carlo Thorel (nato a Cagliari il 10 maggio 1908) (3 marzo - luglio 1941)
- Capitano di corvetta Salvatore Granato (nato a Reggio Calabria il 22 ottobre 1907) (1 giugno - 28 novembre 1942)